# 哈罗德·穆迪
哈罗德·阿伦德尔·穆迪 （Harold Arundel Moody，1882年10月8日—1947年4月24日）是一位在伦敦出生的牙买加医生，1904年穆迪從牙買加前往伦敦国王学院學習醫學。他曾開展反对种族偏见的运动，并于1931年在贵格会的支持下成立了有色人种联盟。1947年，哈罗德·穆迪在家中因流感去世，享年64岁。  